# 都拉斯区
都拉斯区是阿爾巴尼亞的36个旧区之一，这些区份在2000年7月全部撤销，并由新成立的12个州份取代。该区面积为455平方公里，人口数量为182,988人（2001年）。该区位於阿爾巴尼亞西北部，区府为都拉斯。该区的范围现为杜勒斯州的两市镇：都拉斯和希亞克。